# Алексеев, Василий Петрович (революционер)

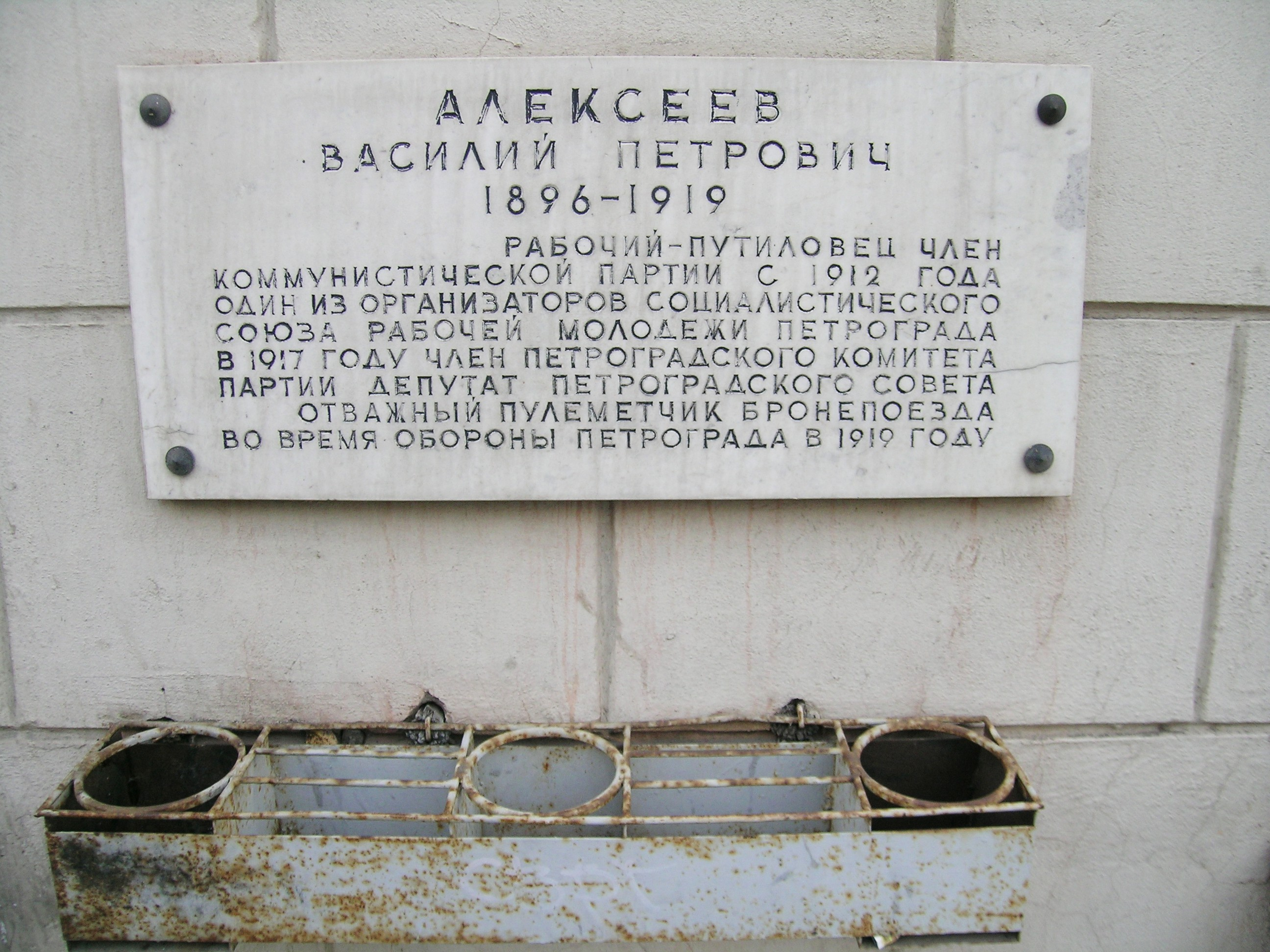
Алексеев Василий Петрович 1896—1919. Рабочий-путиловец, член коммунистической партии с 1912 года, один из организаторов социалистического союза молодёжи Петрограда, в 1917 году член петроградского комитета партии, депутат петроградского совета, отважный пулемётчик бронепоезда во время обороны Петрограда в 1919 году

Васи́лий Петро́вич Алексе́ев (Ва́ся Алексе́ев; 22 декабря 1896, Санкт-Петербург — 28 декабря 1919) — российский революционер, один из основателей юношеских коммунистических организаций в царской России.

## Биография

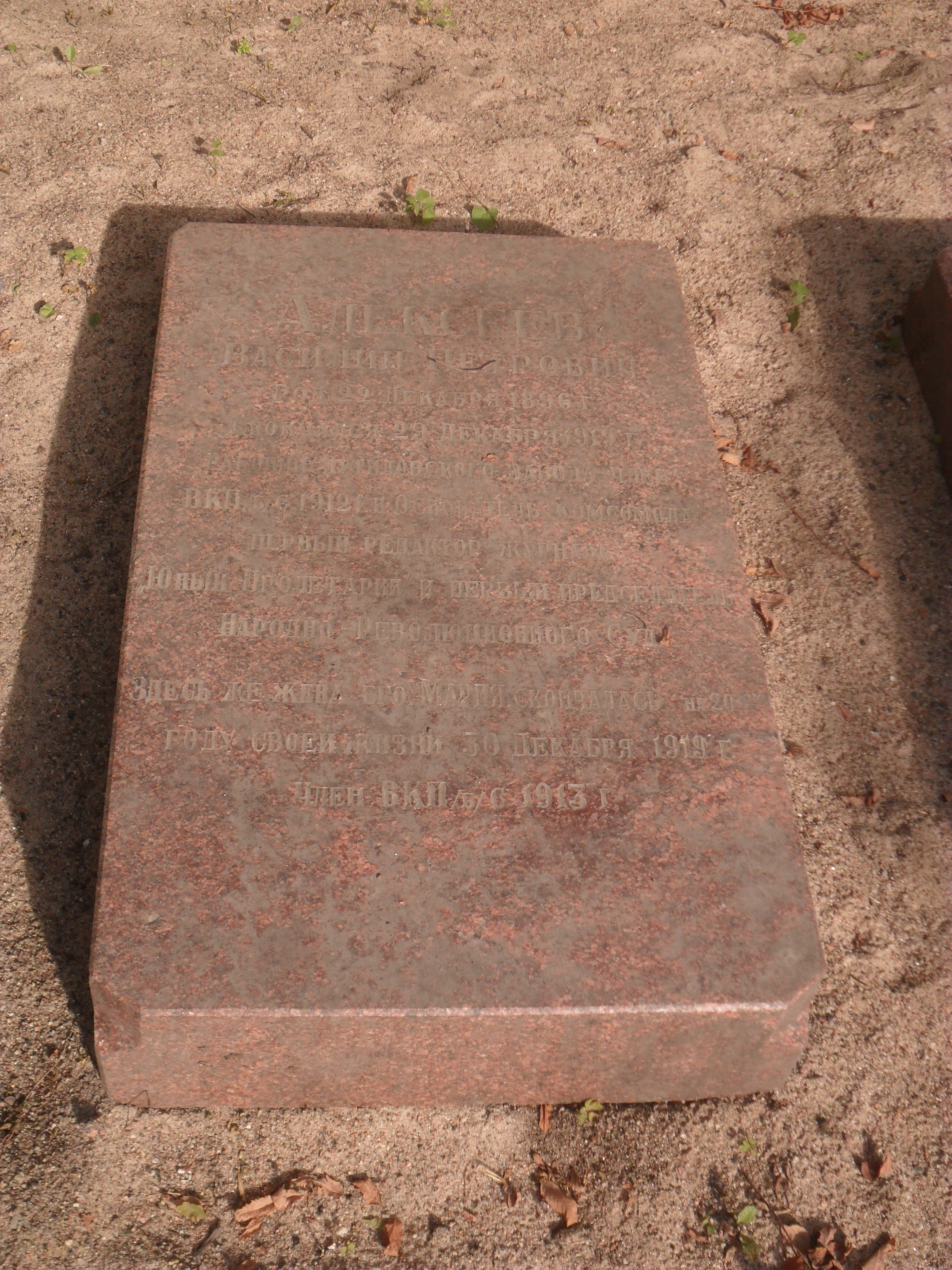
Плита на могиле Алексеева на Красненьком кладбище Санкт-Петербурга.

Родился в семье рабочего. С 1911 года работал токарем на Путиловском заводе. Член РСДРП с 1912 года. В 1917 году член Нарвско-Петергофского РК РСДРП(б), член Петроградского совета. Один из основателей «Социалистического союза рабочей молодёжи» в Петрограде, член, затем председатель Петроградского комитета этого союза, редактор журнала «Юный пролетарий». Делегат VI съезда РСДРП(б), на котором выступил по вопросу «О союзах молодёжи».
Во время Октябрьского вооружённого восстания возглавил тройку Петроградского комитета Союза по координации действий Союза со штабом Красной Гвардии, участвовал в штурме Зимнего дворца. После Октябрьской революции председатель народно-революционного суда Нарвско-Петергофского района, в 1918 году заместитель председателя Петроградского окружного совета народных судей. С мая 1919 года воевал против войск Юденича в качестве пулемётчика на бронепоезде № 44 имени В. Володарского, с ноября того же года был председателем Гатчинского ревкома.
Умер от сыпного тифа. Похоронен на Красненьком кладбище.

Был женат. Жена Мария не перенесла его смерти и застрелилась. Хоронили их вместе.
В 1932 году поэт Юрий Инге, печатавшийся в журнале «Юный пролетарий», главным редактором и одним из создателей которого был Вася Алексеев, написал поэму о вожаке молодёжи тех лет. Поэма «Биография большевика» была выпущена отдельным крупноформатным изданием и через год заслужила переиздания с иллюстрациями. Вот отрывок из поэмы Юрия Инге о Васе Алексееве:

Вызвездило так, что не иначе —
Зажигать не станут фонарей.
Мы проходим улицею Стачек,
Молодость почувствовав острей.
Старый друг, проверенный товарищ!
Ты ль от этих улочек отвык,
Ты ль не знаешь, в дни каких пожарищ
Здесь струилась кровь мастеровых.
Нынче же, быть может, у заставы
Мы простимся; и другой маршрут
Мне надолго в памяти оставит
Голос твой, охрипший на ветру.
Но пока, прощаньем не затронув
Нашу встречу, ночь ещё цветёт, —
В переулках Невского района
Остановим времени черёд.
…
Многих нет… Но пепел их развеяв,
Замирает ветер поутру…
Не протянет Вася Алексеев
Пальцев коченеющих к костру.
— Юрий Инге. Биография большевика: поэма / художник И. Каплан. — М.—Л.: Молодая гвардия, 1932. — 44 с.
 То же / худож. Самохвалова. — изд 2-е переработанное. — Л.: «Леноблиздат», 1933. — 27 с., ил.

Коль битвы нагрянут тревогу сея,
В самое пекло выйдем напрямик.
Нам примером — Вася Алексеев,
Юный пролетарий, большевик!
поэт Боря Глебов
— Журнал «Огонёк» № 44 Октябрь 1968. К. Черевков (собкор «Огонька»)

## Память о В. П. Алексееве
- Улица, проходящая в районе Кировского завода названа его именем: улица Васи Алексеева.
- Памятник В. П. Алексееву, пр. Стачек, Сад им. 9-го Января. Год открытия: 1928; Скульптор: М. Я. Харламов (1870—1930); Материалы: бюст — бронза, кованый; Постамент — гранит серый, полированный. Высота бюста — 0,8 м; Высота постамента — 2 м. Надпись: «Вася Алексеев Один из основателей комсомола род. 1897 г. ум. 1919 г.» В 1928 году памятник В. П. Алексееву установили перед зданием, где в августе 1917 года проходил VI съезд партии большевиков (Алексеев участвовал). Журнал «Огонек» № 38 от 16.09.1928 года отозвался на это событие, опубликовав фотографию памятника.
- При реконструкции площади Стачек и строительстве Дворца культуры им. А. М. Горького в 1930-е гг., памятник был перенесён в Сад имени 9 января. Из-за актов вандализма, бюст был перенесён в Государственный музей городской скульптуры. В Саду имени 9 января установлена гипсовая копия бюста[2]. Памятники монументального искусства. Категория охраны: Региональная. Вид документа о постановке на гос. охрану: Решение Ленгорисполкома от 24.10.1977 № 757.
- Алексееву В. П., мемориальная доска, пр. Стачек, д. 47 (в здании на территории Кировского завода). «В этом цехе с 1911 по 1917 гг. работал токарем Вася Алексеев — организатор комсомола в Петрограде». Год открытия: 1967, материал — мрамор[3].
- Алексееву В. П., аннотационная доска, ул. Васи Алексеева, д. 3. «Алексеев Василий Петрович 1896—1919. Рабочий-путиловец, член коммунистической партии с 1912 года, один из организаторов социалистического союза молодёжи Петрограда, в 1917 году член петроградского комитета партии, депутат петроградского совета, отважный пулемётчик бронепоезда во время обороны Петрограда в 1919 году».
- Алексееву В. П., мемориальная доска, ул. Маршала Говорова, д. 18, (Профессиональный Лицей № 42). «Вася Алексеев (1896—1919). Воспитанник нашего училища, токарь пушечной мастерской Путиловского завода, член большевистской партии с 1912 года, участник Октябрьской революции и Гражданской войны, один из организаторов Ленинского комсомола»[4], 1970 год, архитектор Васильковский В. С., скульптор Теплов Н. А., материал — мрамор. Утрачена при реконструкции здания.
- Памятник В. П. Алексееву пр. Стачек, д 47, лит. БЭ[5][6].
- Деревня Емельяновка, в которой он родился, была переименована в Алексеевку (после его смерти). Ныне не существует. На этом месте цеха Кировского завода.

## Фотогалерея

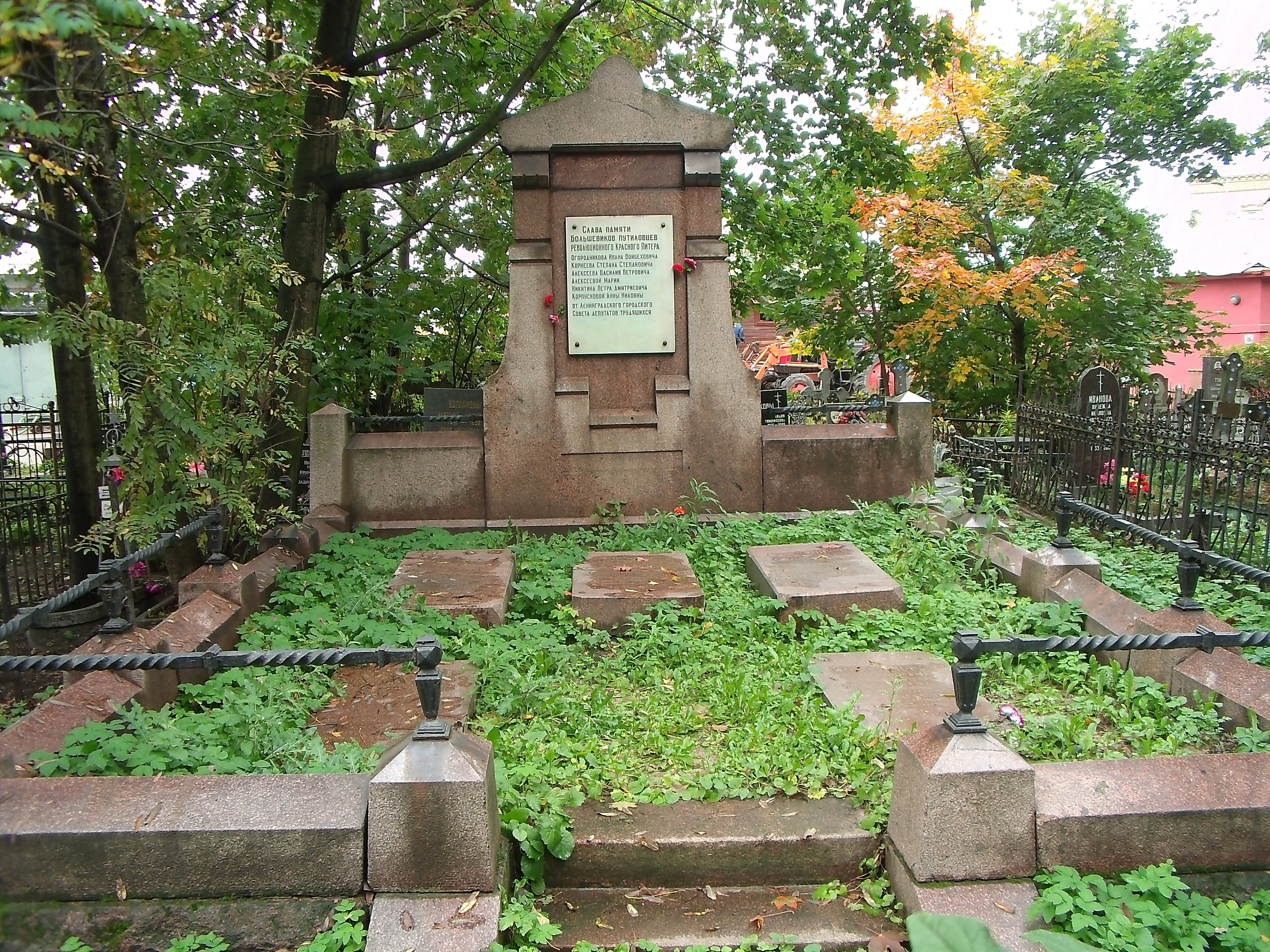
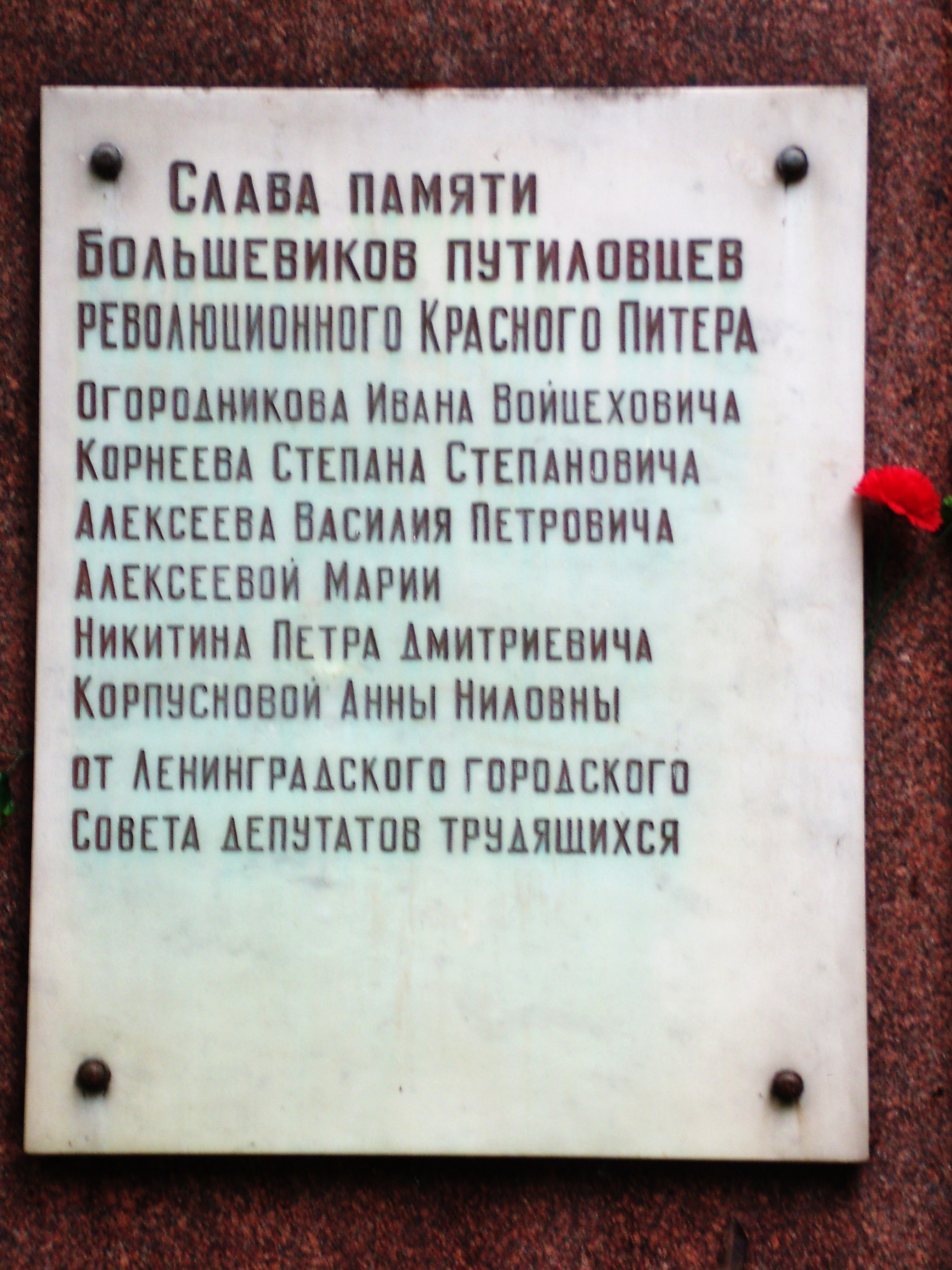